# Фрейзер, Райан
Райан Фрейзер (англ. Ryan Fraser; 24 февраля 1994, Абердин, Шотландия) — шотландский футболист, полузащитник английского клуба «Саутгемптон» и сборной Шотландии.

## Клубная карьера
Начал заниматься футболом в родном Абердине. Воспитанник одноимённого футбольного клуба.
Дебютировал за взрослую команду 16 октября 2010 года в матче против «Харт оф Мидлотиан». Всего в дебютном сезоне сыграл 2 матча в чемпионате. В сезоне 2011/12 сыграл 3 матча в чемпионате. В сезоне 2012/13 сыграл 16 матчей в чемпионате.

### «Борнмут»
В январе 2013 года перешёл в английский «Борнмут», выступавший в Первой лиге (3-й уровень в системе футбольных лиг Англии). В сезоне 2012/13 сыграл 5 матчей в чемпионате. Клуб занял 2-е место и напрямую вышел в Чемпионшип. В сезоне 2013/14 сыграл 37 матчей и забил 3 гола в чемпионате. В сезоне 2014/15 сыграл 21 матч и забил 1 гол в чемпионате. Клуб стал чемпионом и вышел в Премьер-лигу. В сезоне 2015/16 был в аренде в «Ипсвич Таун». Сыграл 18 матчей и забил 4 гола в Чемпионшипе. В сезоне 2016/17 сыграл 28 матчей и забил 3 гола в АПЛ.

## В сборной
Дебютировал за сборную Шотландии 10 июня 2017 года в матче против команды Англии в рамках отбора к чемпионату мира 2018.
19 мая 2021 года был включён в официальную заявку сборной Шотландии для участия в матчах чемпионата Европы 2020 года, а также в товарищеских матчах против сборных Нидерландов и Люксембурга (2 и 6 июня 2021 года соответственно).

## Статистика

### Международная
| Матчи Фрейзера за сборную Шотландии | Матчи Фрейзера за сборную Шотландии | Матчи Фрейзера за сборную Шотландии | Матчи Фрейзера за сборную Шотландии | Матчи Фрейзера за сборную Шотландии | Матчи Фрейзера за сборную Шотландии | Матчи Фрейзера за сборную Шотландии |
| ----------------------------------- | ----------------------------------- | ----------------------------------- | ----------------------------------- | ----------------------------------- | ----------------------------------- | ----------------------------------- |
| №                                   | Дата                                | Оппонент                            | Счёт                                | Голы                                | Соревнование                        |                                     |
| 1                                   | 10 июня 2017                        | Англия                              | 2:2                                 | —                                   | Отборочные матчи ЧМ-2018            |                                     |
| 2                                   | 9 ноября 2017                       | Нидерланды                          | 0:1                                 | —                                   | Товарищеский матч                   |                                     |
| 3                                   | 27 марта 2018                       | Венгрия                             | 1:0                                 | —                                   | Товарищеский матч                   |                                     |

Итого: 3 матча / 0 голов; 1 победа, 1 ничья, 1 поражение.

## Достижения

### Командные
Борнмут
- 2-е место в Лиге 1 (прямой выход в Чемпионшип): 2012/13
- Победитель Чемпионшипа (прямой выход в Премьер-лигу): 2014/15